# Aaata finchi
Aaata finchi, kukac iz Azije, jedina vrsta u svome rodu Aaata, porodica Buprestidae. Smatra se zasada najvećim buprestidom, koji naraste do 7 cetimetara dužine ili duže. Rasprostranjen je na području Baludžistana, pustinjskom području podijeljenim između Pakistana, Afganistana i Irana.
Ovaj rod i vrsta najbliži je rodu Julodis, pa ga je Waterhouse, 1884. klasificirao rodu Julodis nazvavši ga Julodis finchi. Danas vrsta Aaata čini poseban rod blizak rodu Julodis s kojim uz još neke rodove čini tribus (pleme) Julodini, potporodica Julodinae.